# Ludersheim
Ludersheim ist ein Gemeindeteil der Stadt Altdorf bei Nürnberg im Landkreis Nürnberger Land (Mittelfranken, Bayern). Ludersheim liegt in der Gemarkung Penzenhofen.

## Lage
Das Dorf Ludersheim mit Au im Südosten eine geschlossene Siedlung. Diese liegt nördlich der Bundesautobahn 3 und südlich der Bahnstrecke Feucht–Altdorf. Die Kreisstraße LAU 23 führt nach Richthausen (0,8 km westlich) bzw. zur Staatsstraße 2240 bei Altdorf (1,3 km östlich). Eine Gemeindeverbindungsstraße führt nach Röthenbach bei Altdorf (0,8 km nordöstlich).

## Geschichte
Mit dem Gemeindeedikt (frühes 19. Jahrhundert) wurde Ludersheim dem Steuerdistrikt Penzenhofen und der Ruralgemeinde Penzenhofen zugewiesen. Am 1. Januar 1972 wurde Ludersheim im Rahmen der Gebietsreform in Bayern nach Altdorf eingemeindet.

### Einwohnerentwicklung
| Jahr          | 1987 | 2013 | 2016 | 2024 |
| Einwohnerzahl | 334  | 455  | 489  | 429  |

### Baudenkmäler
- Ludersheimer Straße 17: Wohnstallhaus

## Wirtschaft und Infrastruktur

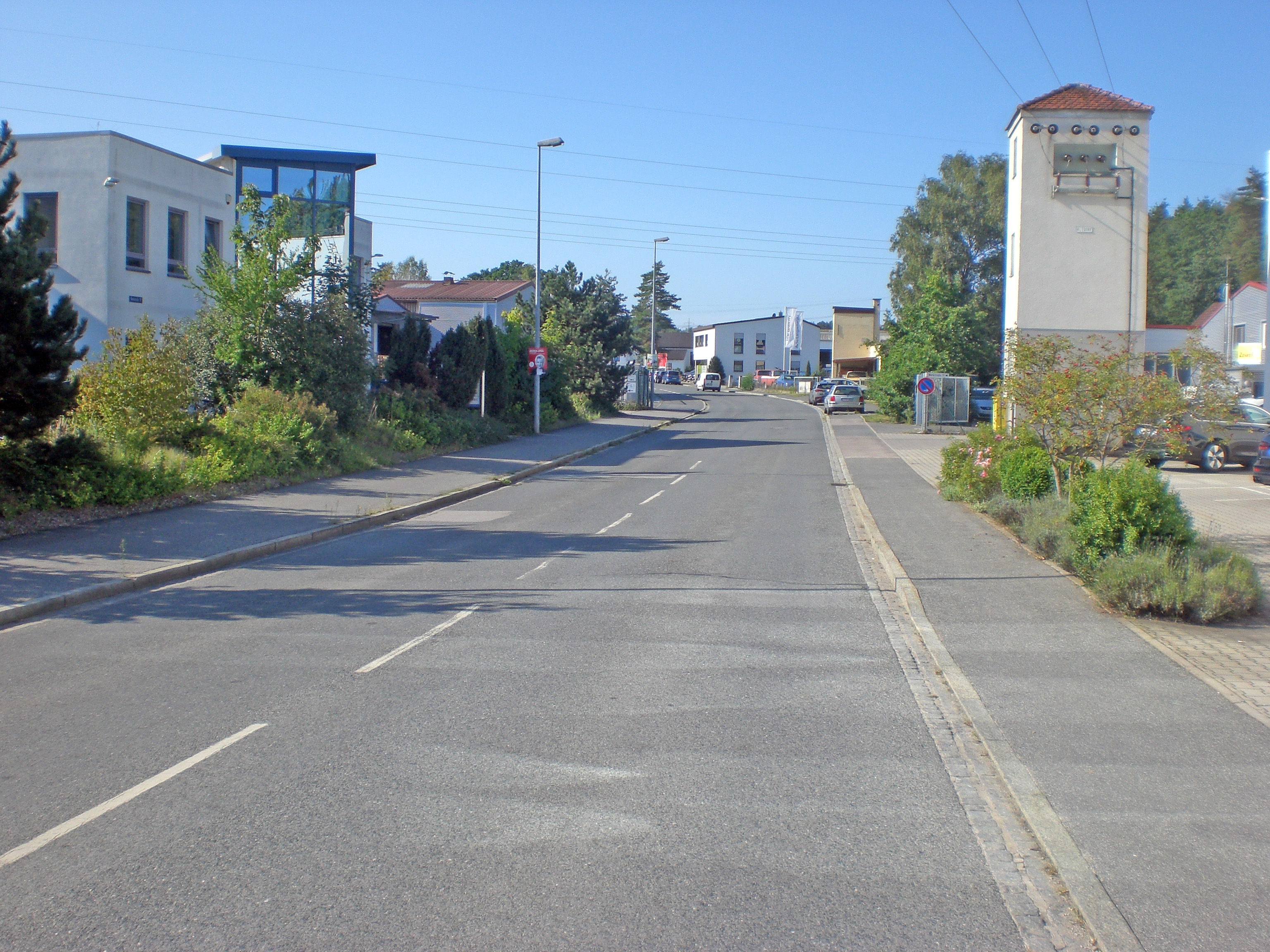
Gewerbegebiet Ludersheim, Werkstraße (2023)

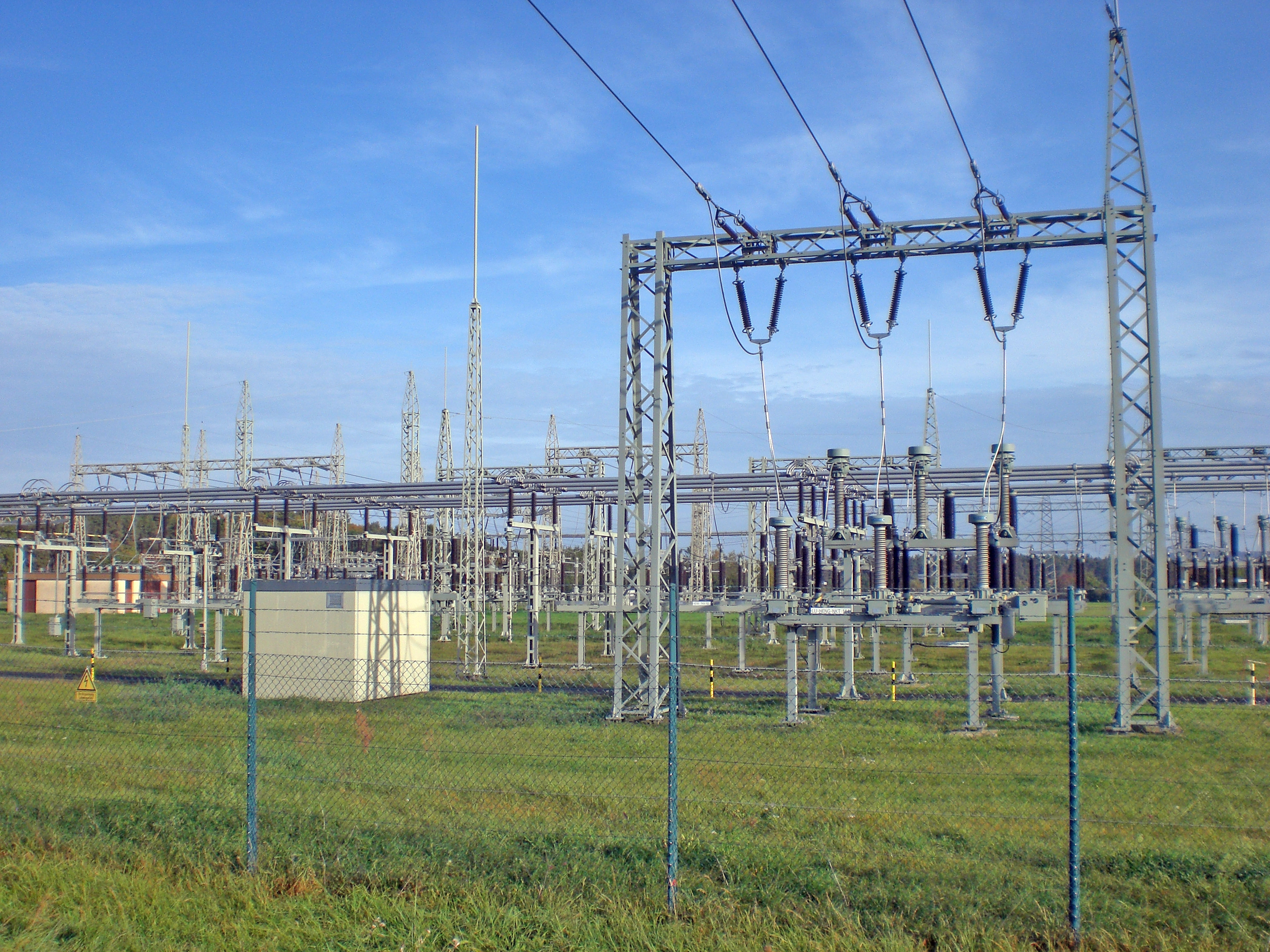
Umspannwerk (2023)

1938 wurde nördlich des Bahnhofs das Umspannwerk Ludersheim errichtet, dessen Fläche einen Großteil der Gemarkung einnimmt. Rund um das Umspannwerk hat sich ein Gewerbegebiet mit unterschiedlichen Betrieben angesiedelt.

## Verkehr
Ludersheim liegt an der Bahnstrecke Feucht–Altdorf. In Ludersheim befindet sich ein Bahnhof der Linie S 3 Nürnberg–Altdorf.
| Linie | Verlauf | Takt                                                                 |
| ----- | --- | -------------------------------------------------------------------- |
| S3    | Nürnberg Hbf – Nürnberg-Dürrenhof – Nürnberg-Gleißhammer – Nürnberg-Dutzendteich – Nürnberg Frankenstadion – Fischbach (Nürnberg) – Feucht – Feucht-Moosbach – Winkelhaid – Ludersheim – Altdorf West – Altdorf Stand: Fahrplanwechsel Dezember 2023 | 20/40 min 20 min (HVZ und Nürnberg–Feucht montags–freitags tagsüber) |